# Řád hášimovské hvězdy
Řád Hášimovské hvězdy (arabsky وسام النجمة الهاشمية‎) je státní vyznamenání Jordánského království založené roku 1971.

## Historie
V roce 1970 zahájila jordánská armáda akce proti členům Organizace pro osvobození Palestiny, která po šestidenní válce s Izraelem zformovala silnou základnu na území Jordánska, na ovládaném území vytvořila vlastní zákony a zapojila se do teroristických akcí zaměřených proti Izraeli, USA a Jordánsku.
Pro udržení morálky mezi vojáky bylo nutné vytvořit zvláštní vyznamenání, a tak roku 1971 založil jordánský král Husajn I. Řád hášimovské hvězdy. Udílen byl za hrdinské a srdnaté činy. V hierarchii jordánských státních vyznamenání následuje po Nejvyšším řádu renesance.

## Insignie
Řádový odznak má tvar zlaté bíle smaltované sedmicípé hvězdy s cípy zakončenými zlatými kuličkami. Hvězda je položena na zlatém vavřínovém věnci. Vespodu má věnec tvar stuhy s červeným nápisem v arabštině. Uprostřed hvězdy je kulatý červeně smaltovaný medailon. Medailon je položen na zeleně smaltovaném sedmiúhelníku s konkávními stranami. Uprostřed medailonu je zlatý portrét krále Husajna I. Ke stuze je odznak připojen pomocí přechodového prvku ve tvaru jordánské královské koruny.
Stuha z hedvábného moaré je červená. V horní části stuhy je zlatá šavle. Medaile se nosí nalevo na hrudi.